# Рудник Леце
Рудник Леце налази се у непосредној близини истоименог насеља Леце које припада општини Медвеђа, у подножју Радан планине. Рудник је на надморској висини од 525 m. То је кршевит предео, живописног изгледа, прилично пошумљен и доста густо насељен. Рудник окружују села Леце, по коме је и добио име, затим Дренце, Гајтан, Бучумет, Газдаре, Пусто Шилово и друга.
Село Леце је, пре свега захваљујући руднику, постало центар околине. У селу се налазе стара и нова рудничка колонија, самачке зграде (две у Лецу и једна у Газдару) и већи број стамбених зграда.

## Географски положај
Село Леце, у чијој се непосредној близини налази рудник, смештено је између планина Радан, Петрове горе, Мајдана и Расоваче.
Ово село удаљено је 30-ак km западно од Лесковца, 35 km североисточно од Приштине и источно од Трепче и 20-ак km југоисточно од Куршумлије. На 10-ак  km од Леца налази се варошица Медвеђа, седиште општине док је на 20-ак km од рудника Сијаринска бања, позната по својим лековитим изворима.
Најближа железничка станица је Лесковачка преко које се руда отпремала пругом Београд-Ниш-Скопље. Леце је повезано са Лесковцем асфалтним путем преко Лебана дугим 52 km и са Приштином путем преко Тулара и Медвеђе дугим 60 km.

## Физичко-географске одлике
Геолошку грађу ове рудне области чине стене андезитског комплекса терцијарне старости. Према стручним налазима, стене овог комплекса настале су у току горњег олигоцена и миоцена депоновањем моћних излива андезита и наслага њихових пирокластита преко метаморфног комплекса стена Српско-македонске зоне протерозојске старости.
Стварање лежишта и рудних појава олова, цинка и злата у рејону Леца генетски је везано за тектонско-магматске процесе терцијарне металогенске епохе.
У лецком андезитском масиву има рудних и нерудних минерала. Од рудних минерала присутни су: пирит, маркасит, сфалерит, халкопирит, енаргит, галенит, хематит итд а од нерудних: карбонат, кварц, апатит и др.
Ово лежиште, са својом ближом и даљом околином, налази се у подручју које чини део великог слишанског (јабланичког) андезитског масива који се, према југу, код Тулара сужава. Дужина овог масива износи око 50 km а највећа ширина до 25 km. Према северозападу овај масив досеже скоро до Куршумлије а на југу до Тулара односно Китке (Веља Глава). Његова површина износи око 750 km2.
Битну карактеристику лецког рудног рејона, рудног поља и самог лежишта чине бројне кварцно-бречасте зоне. Оне су последица хидротермалних процеса и налазе се у раседима и раседним зонама насталим у два основна правца: северозапад – југоисток и исток-запад. Дужина кварц-бречастих зона и кварцних жица износи неколико стотина метара, ређе и до неколико километара, а њихова дебљина креће се од пар метара до преко 50 метара.
Главно лежиште олова, цинка, злата, сребра и других метала везано је за пукотинску зону Расовача – Шута и Језерина у дужини од 3,5 km.
Извори минералне воде у рејону Сијаринске бање и Тулара указују на остатке терцијарног вулканизма у овом крају.
У топографском погледу, област рудника „Леце” задржала је све карактеристике вулканског терена. Оштри врхови вулканских купа издвајају се обликом и висином од осталих делова масива. Просечна надморска висина ове области креће се између 500 и 750 m док су врхови вулканских купа ретко нижи од 1 000 m. Већи врхови у области су Шопот (1 408 m), Соколов вис (1 370 m), Равна планина (1 194 m), Свети Петар ( 1 149 m), Мајдан планина (1 090 m) и други. Хидротермалне промене (силификација и каолинизација) утицале су да се на терену створе изразити ришови и одсеци, који штрче и до десет метара.
Морфолошку границу источног обода масива, од огранака Радан планине до нешто северније од „Леца”, чини венац андезитских купа Петровца. Ту је прелаз између туфова, који ограничавају андезитски масив, и шкриљаца.
Највећи број долина усечен је на граници сучељавања два андезитска слива долина Гајтанске реке, Расовачког и Брајшорског потока. Долинске стране ретко прелазе нагиб од преко 30о.
У морфолошком погледу, посебну карактеристику терену дају пукотинске зоне и најмлађа фација андезита. Пукотине су најчешће откривене на падинским странама. Најмлађи андезити имају особину да се у рељефу истичу својим куполастим облицима а понекад масама са одређеним системима напрслина.
Клима рудне области врло је повољна за рад рудника, транспорт руде и превоз радника.
Основна хидрографска карактеристика овог подручја јесте велики број дубоко усечених водених токова. Мањи речни токови (Лецка река, Гајтанска река) и потоци имају бујични карактер док током лета готово пресуше. Ови токови утичу у Газдарску реку, притоку Јабланицу. Мале количине подземних вода чине да је јама рудника релативно сува и да се вода из три водосабирна окна лако и брзо испумпава. Рудник се снабдева пијаћом водом водоводом који је изграђен од Радана до Леца.

## Трагови старих насеља и рударских радова
Трагови материјалне културе потврђују да је рејон рудника био насељен још у праисторији.
У околини рудника, на простору од око 10 km, пронађени су трагови праисторијског живота на неколико места: у селима Дренце (на месту званом Вртоп), Леце (у Лисавцу и Расовачком потоку),  на планини Расовачи, Горњем Бучумету (заселак Шишинце), Медвеђи, Петриљу, Лозану, Вујанову и другде.
Археолошки остаци споменика, кастела, цркава, опека, керамика, рударског алата, путева који су повезивали Јужну Мораву и Нишаву преко Топлице и Јабланице са Косовом указују да су се Римљани, поред осталог, бавили рударством. Трагова Римљана има у Лецу, Газдару, Пустом Шилову. На око 2000 метара од рудника нађени су споменици са латинским натписима. У селу Лецу, у рушевинама цркве и у близини бивше управе рудника „Леце”, нађена су 2 споменика који су сада у Народном музеју у Лесковцу. У атару села Газдара нађена су 3 споменика: 2 у цркви светог Прокопија а други недалеко од цркве у Газдару, на левој обали Лецке реке. 
Сви ови споменици потичу из II и III века наше ере. Околина Леца била је густо насељена за време Римљана и Византијаца. На то указује густина порушених цркава из тог доба као и нађени новац (златни, сребрни и бакарни) на више места који потиче  из времена од III до VI века.
Из римског периода остало је више локалитета који носе називе „Римски цирк”, „Римски мајдан” и Мајдан планина (Мадам) који сведоче о радовима на вађењу руде и топљењу. Римљани су углавном радили на површини и у меким деловима стена, а нешто мање у тврдим стенама. Римско рударење било је великог обима и значајног интензитета.
Око главног лежишта „Леца”, на јужној страни Расоваче, налази се место Пећура на коме се такође радило у далекој прошлости. Пре рата, у потрази за оловом, цинком и златом, нађена је руда из које је вађен полудраги камен (аметист и ахат). После Другог светског рата, овај налаз потврдио је познати инжењер геологије А. Цисарц. Он сматра да је у античко доба овде откопавано драго камење.
Обимни радови извођени су и у време постојања Византије. Постоје и средњовековни трагови рударења у подручју „Леца”. Ови радови су по свом обиму знатно скромнији. Овде су радили и Саси, који су у XIII и XIV веку, на захтев Дубровника и Венеције а по одобрењу српских владара дошли у ове крајеве.
Без обзира на недостатак података поуздано се може тврдити да је рударство било распрострањено на простору од Новог Брда, преко Горње Јабланице до Леца и Ђавоље вароши у Косаници. Рударски радови могу се локализовати на целине око рудника „Леце”, Тулара – Медевца, Маровца – Боровца – Сијаринске бање и Ђавоље вароши. Готово у сваком селу, на овом подручју, налазе се археолошки остаци рударских радова од којих се издвајају између рудника „Леца” и Ђавоље вароши, у Горњем Гајтану, на Гајтанским вратима, Соколовом вису, Иванкули и Косаници (видљиви су извесни трагови старих рударских радова).
Трагови старих рударских радова пронађени су на Радану, Мајдану (планине које окружују Леце) које су и добиле име по рудама или рудницима. На Радану трагови су пронађени у селима Мајковцу, Ивању, Боровцу, Маровцу. У ужем и ширем рејону „Леца”, на рударске радове у прошлости, указују и остаци топљених руда: троска (шљака), пећи и топоними. То потврђује да су рударски радови трајали дуго и да је руда прерађивана на више места. Нажалост, нема пуно података о томе.

## Историјат развоја рудника
Најстарији трагови рударства датирају из доба Римљана. Педесетак метара југоисточно од данашње јаме, изнад Леца, сасвим добро је очуван број о радовима на преко 300 метара дужине у римско време. Прошло је преко 1.500 година а ти трагови нису избрисани, па јасно показују како су Римљани копали руду. Поред трагова о површинским радовима, сачуван је и римски ходник (тунел) од преко 80 метара дужине са разним мањим окнима (бунари).“
Око 1200. године у ове крајеве стижу Саси. Трагови њиховог рада налазе се у старом ходнику, познатом по имену „Римски тунел“. Др. Д. Пешут је о њима записао: „Још увек су, на овом ходнику, јасно очувани карактеристични детаљи саског стила израде рударских постројења.
Падом Новог Брда и Србије у турске руке, рударство је нагло опало, али није свуда престало. Турски извори о овој привредној грани доста су оскудни. Ипак, сачувани су подаци да су у трећој и четвртој деценији 16. века на подручју „Леца“ радила два рудника, од којих је једном било име „Прло“, а налазио се вероватно између села Леца и Стубле, на месту Врело. Име другог рудника, то је вероватно само „Леце“, није идентификовано, каже др. Олга Зиројевић. На основу тога, могло би се, значи претпоставити, са доста сигурности, да је рад у коповима „Леца“ настављен и под Турцима. Недостатак податак о томе указује, највероватније, на мали обим рударске производње.“
Од 1903. године, професор Живојин Хаџић, тада директор лесковачке гимназије и народни посланик Скупштине Краљевине Србије, добио концесију да врши истражне радове и копове у јабланичком срезу. Након удруживања са партнерима, прве истражне радове обавили су у лежишту „Леце“ јула 1904. године са сељацима које су ангажовали за рад. Радници су радили 12 часова дневно, за шта су имали дневницу од једног динара. Истражни радови су вршени до 1912. године.
После Првог светског рата, индустријалац Живојин Жика Рафајловић из Лесковца добио је концесију и две године 1921-1923. вршио је истражне радове у атару села Дренце. 1923. године, Милан Поповић вршио је истражне радове југоисточно од места на којима се радило у римско време. Од 1928. године Гаврило Николић Гаја из Лебана, бивши начелник среза јабланичког и народни посланик Демократске странке, вршио је истражне радове у рејону „Леца“. Он је био најактивнији истраживач, његови радници су вршили и минирања.“
Рудник Леце отворен је 1931. године од стране АА "British Pacific" и Рудника бакра Бор. У периоду од 1931—1941. године откопано је око 59000 тона руде.
Производња је прекинута 1941. године, када је коришћен од стране окупатора као магацински простор, те је једном приликом био и мета диверзије партизанских јединица под вођством Ратка Павловића Ћићка. Након завршетка Другог светског рата производња је покренута 1951. године. До 1953 рудник је обновљен у потпуности и изграђена је нова флотација у селу Газдаре. Поред флотације изграђено је и постројење цијанизације 1956 год. Замена опреме, која је дотрајала, обављено је 1975 - 76 године, опрема је набављена из Совјетског Савеза и Италије. У периоду од 1953—1990. године откопано је и прерађено 2,88 милиона тона руде. Од 29. децембра 1995. године послује у саставу РМХК -Трепча, све до 2003. године. Од 2003 -2008. године рудник послује ка самостално предузеће ДП РИФ-Леце са седиштем у Медвеђи, а потом је приватизован.

## Квалитет руде
- У периоду 1931-1941. садржај руде:3,6% Pb; 6,5% Zn i 4,7-9,4 gr/t Au
- У периоду 1953-1990 просечан садржај метала:1,55% Pb, 3,43% Zn, 3,78 gr/t Au i 16,16 gr/t Ag. (6.868 кг злата i 27.250 кг сребра ,79906 т цинка и 38768 т олова)

## Новија истраживања
Новија истраживања показују да је рудник један од највећих налазишта злата у Европи, са просечним уделом од 260 гр злата по тони руде.